# Contea di Shou
La contea di Shou (寿县S, Shòu XiànP) è una contea della Cina, situata nella provincia dell'Anhui.